# Arthur Haselrig
Arthur Haselrig, II Baronetto; talvolta citato come Hesilrige (Noseley, 1601 – Londra, 1661), è stato un militare britannico.
Seguace di John Pym nel leggendario parlamento lungo, fu vicecomandante dell'esercito parlamentare nell'Est durante la guerra civile.
Gli fu offerto di giudicare il re decaduto Carlo I d'Inghilterra, ma rifiutò, accontentandosi della carica di consigliere di stato. Fiero oppositore di Richard Cromwell, fu uno dei maggiori artefici della Restaurazione, ma venne comunque imprigionato nella Torre di Londra, ove morì, per ordine di Carlo II d'Inghilterra.